# Déjà-vu (布袋寅泰の曲)
「Déjà-vu」（デジャ・ヴュ）は、布袋寅泰の楽曲である。1990年12月12日に東芝EMIより日本国内での1枚目のシングル（通算2枚目のシングル）として発売された。

## 解説
吉川晃司とのユニットであるCOMPLEXでの活動を経て、このシングルで再びソロでの活動を開始することとなる。
本作は布袋として初のシングル作品だが、1988年10月5日にアルバム『GUITARHYTHM』を発売しており、ソロデビュー作ではない。また、イギリスで『GUITARHYTHM』からのシングルカットとしてミックス違いの「DANCING WITH THE MOONLIGHT」を2種類発売しているが日本国内に於いて公式発売されたシングルが本作品にあたるので1stシングルとして扱われている。
このシングルは10万枚限定生産で、当時では珍しい12cmシングルでの発売。箱パッケージにCDケースが納められ、黒いベロア製の生地で高級感を演出している。正方形のポストカードが封入されている。ジャケットは雫をイメージしたマークがシンプルに描かれている。オリジナル・アルバム未収録シングル。

## 収録曲
| #         | タイトル                         | 作詞      | 作曲      | 編曲      | 時間 |
| --------- | -------------------------------- | --------- | --------- | --------- | ---- |
| 1.        | 「Déjà-vu (in X'mas)」           |           | 布袋寅泰  | 布袋寅泰  | 4:56 |
| 2.        | 「Déjà-vu (in Paris)」           |           | 布袋寅泰  | 中西俊博  | 3:07 |
| 3.        | 「Déjà-vu (in sleepless night)」 | 布袋寅泰  | 布袋寅泰  | 布袋寅泰  | 1:53 |
| 合計時間: | 合計時間:                        | 合計時間: | 合計時間: | 合計時間: | 9:56 |

## 楽曲解説
1. Déjà-vu (in X'mas)
ギター演奏にシンセサイザーを加えているインストゥルメンタル曲。
1994年に発売されたコンピレーション・アルバム『STAR STREET TRAX VOL.1 RADIO! RADIO! RADIO!』や2012年に発売された『NEW EDITION2 / BALLAD』（ボックス・セット『MEMORIAL SUPER BOX』収録）に収録されている。
2. Déjà-vu (in Paris)
ヴァイオリンとアコーディオンを主に用いた演奏となっているインストゥルメンタル曲。
1999年に発売されたベスト・アルバム『GREATEST HITS 1990-1999』でアルバム初収録となり、2012年に発売された『Virtual Soundtracks』（ボックス・セット『MEMORIAL SUPER BOX』収録）にも収録された。
3. Déjà-vu (in sleepless night)
布袋のアカペラによるボーカル入りバージョン。1コーラスしかない非常に短いものとなっている。そのため、歌詞カードには歌詞が大きな文字で書かれている。
2012年に発売された『Acoustic Hotei』（ボックス・セット『MEMORIAL SUPER BOX』収録）でアルバム初収録となった。

## 参加ミュージシャン
Déjà-vu (in X'mas)
- 布袋寅泰：Guitar
- 藤井丈司：Computer Programmer
- 門倉聡：Synthesizers

Déjà-vu (in Paris)
- 中西俊博：Violin
- 桑野聖：Violin
- 布袋寅泰：Acoustic Guitar
- Yasuhiro Kobayashi：Accordion
- Kazuki Chiba：Contrabass

Déjà-vu (in sleepless night)
- 布袋寅泰：Vocal